# 북미 스타 리그
북미 스타 리그(North American Star League)는 스타크래프트 II, 히어로즈 오브 뉴어스 프로 e스포츠 리그이다. 대한민국의 스타크래프트 리그 모델을 본따 2011년 러셀 프피스터와 던칸 스테워트에 의해 설립되었다. 2011년 8월, 스테워트와 마크 K. 브라운이 북미 스타 리그의 최고 운영 관리자로 선임되었으며 현재까지 근무 중이다.